# Тихи

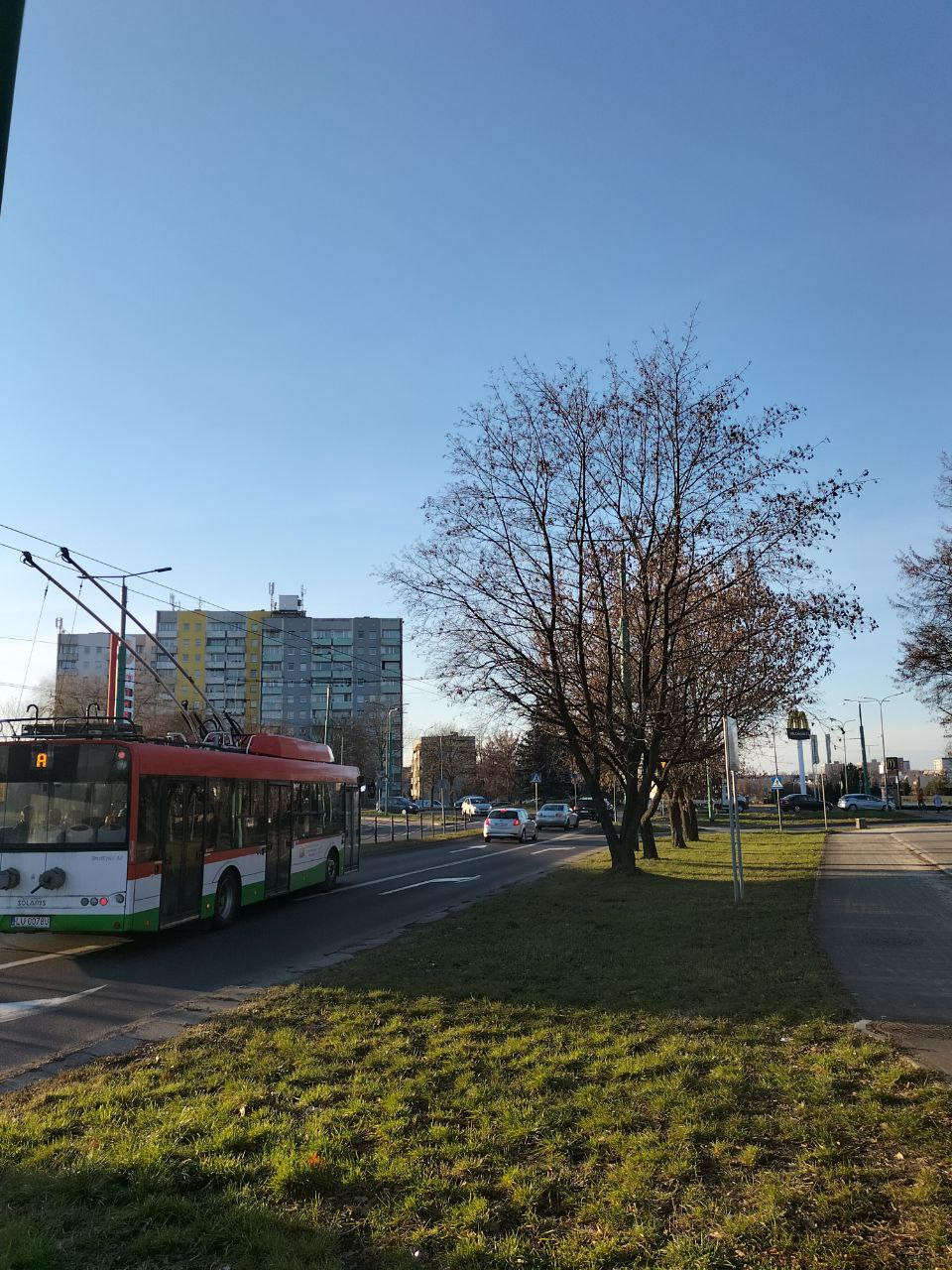

Тихи (пол. Tychy, нім. Tichau) — місто в південно-західній Польщі, у Верхньосілезькому вугільному басейні.
Місто є одним з засновників Агломерації міст Верхньої Сілезії.

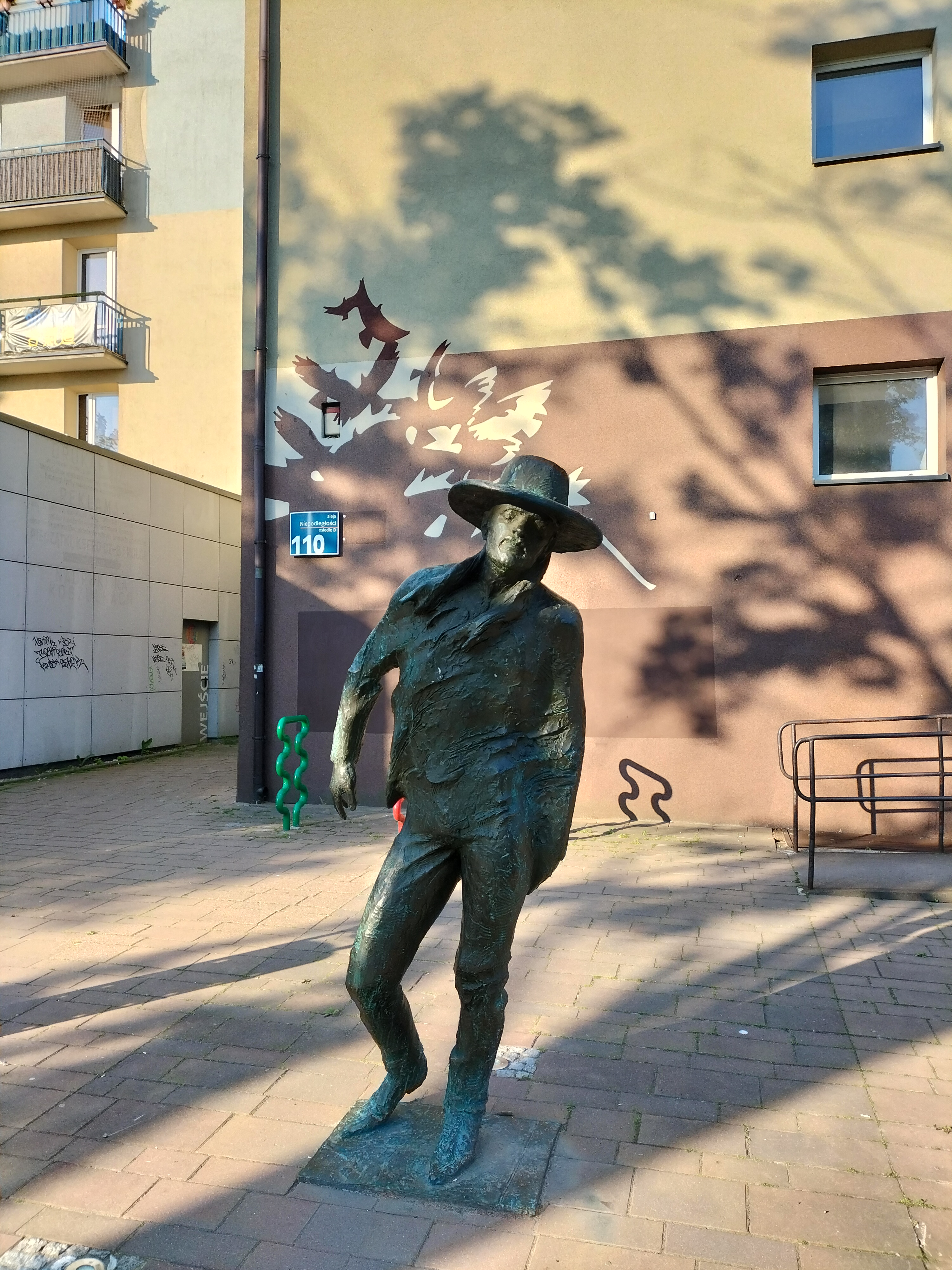

Влітку 2017 Тихи було одним із шістьох міст Польщі, які приймали молодіжний чемпіонат Європи з футболу.

## Історія

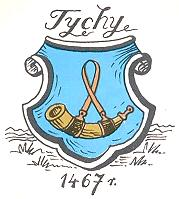
Герб Тихів з датою першої згадки

Найдавніші відомі сліди перебування людини на зарашній території міста Тихи відносяться до кам'яної доби приблизний вік яких належить до 310 000 до 40 000 років до нашої ери. Доказом того, що в епоху середньовіччя тут були людські поселення є відкритий в міжвоєний час, і досліджуване археологами в шістдесятих XX роках, кладовище на межах району Цієльміц.
Перша згадка про місто сягає 1467 року. Є ця згадка в протоколі міста Пщина, в якому записано між іншими інформацію про витрати пщинської ради гміни. Під датою 1467 записано латинською мовою наступне: „Домінікові з Тихів ми дали 5 грошей за черепицю”(пол.„Dominikowi z Tychów daliśmy 5 groszy za gonty”).
Перший дерев'яний костел в Тихах було побудовано близько 1500 року. В історичних джерелах інформація про нього появилося появиля в 1529  році. Сьогодні це є костел Святого Марії Магдалини. У свою чергу, перша згадка про Княжої пивоварні в Тихах 1629 року. Він належав до панівних родин пщинської землі. До них належала також між іншим Папроцька Гута, яка була побудована на початку XVIII століття в околицях гміни Папроцани.
В листопаді 1868 до Тихів була прокладена залізнична колія, яка поєднала Чеховиці-Дзедзиці, Тихи та Мурицькі з Шопініцамі. В 1887 було введено в дію фабрику целюльози в Тихах-Чулові. У 1897 році в Тихах було заложено другу пивоварню – громадську.
Після закінчення першої світової війни багато мешканців Тихів та сусідніх гмін брало участь в сілезькому повстанні (1919–1921). В 1922 році після плебісциту та III сілезького повстання, Тихи увійшли в склад польської держави (83,5% голосів віддано за приєднання до Польщі). Начальником гміни Тихи став Ян Вєчорек. У 1934 році Тихи ухвалою Сілезької Воєводської Ради 20 листопада 1933 року були виділені у сільську гміну з міськими правами.
Під час другої світової війни Тихи також з польською частиною верхньої сілезії було приєднено до Третього Райху. Нацистські архітектори планували побудувати нову, репрезентативну столицю німецької Верхньої Сілезії в Тихах. В місцевості від 1942 року функціонувала одна з мереж концентраційних таборів. 28 січня 1945 року Червона Армія увійшла та звільнила від німців Тихи.
В 1945–1954 роках щодо сільської гміни Тихи 4 жовтня 1950 президіум ради міністрів прийняв постанову про розширення Тихів. Через місяць, 8 листопада, Прем'єр-міністр Польщі видав розпорядження про надання гміни Тихи міського статусу з 1 січня 1951 року. В межі міста було включено Папроцани та Вілковиє. Розпочалася розбудова міста - Нове Тихи, яке повино було вионати роль міста-супутника для Верхньосілезького промислового району. Перша побудова житлового комплексу було позначено літерою «A». Згодом житлові комплекси були названі відповідно до літер алфавіту. Автором цього проекту «A» був Тадеуш Теодоровіч-Тодоровський. Головними проєктантами міста Нове Тихи були архітектори Ханна Адамчевська-Вейхерт та Казімєж Вейхерт.

## Українці в Тихах
Українські сторінки історії міста є відносно молодими. Перші українці (солдати польського війська) можуть бути пов'язані з цим містечком під час вересневої кампанії 1939 р., коли в околицях міста біля Вир точилася прикордонна битва з німцями, яка разом з битвою під Пщиною вирішила долю Верхньої Сілезії та Кракова. Адже, наприклад, на монументі оборонцям розташованої неподалік Божої гори зазначено прізвище загиблого солдата українця Павла Стернічука з Рівного віком 22 роки. В значній кількості українці опинилися в Тихах після 1947 р. внаслідок результатів злочинної акції "Вісла" та інших переміщень та імміграційних процесів. В Тихах знаходиться вагома праця Юрія Новосільського – розписи костелу св. Духа (на жаль, не закінчені). У міському музеї в Тихах зберігаються проекти цих розписів. В місті діє пункт українських греко-католицьких богослужінь.

## Клімат
Район, в якому лежить Тихи, розташований в кліматичному регіоні малопольщі. Характеризується він гірським мікрокліматом з великим впливом польських гір — для міста це хребет Бескид-Шленський та Живецький.
Середньорічна температура дорівнює приблизно +7,7 °C, а річні опороди становлять 800 мм. Середня температура липня це 17,5 °C, а середнятемпература –3,7 °C
Характерним явищем для міста Тихи є вітри, які дмуть майже кожного дня, тому Тихи часто називають містом протягів. Впливає на це серед іншого  положення міста у підніжжя гір, а також Моравська брама. Характерним явищем є також численні шторми та великі і часто раптові зміни погоди в цій місцевості. До Тихув також сягають сильні хальні вітри із близькорозташованих Бескидів, які найчастіше віють в осінні та весняні періоди. Звісно вони не такі сильні як в Бескидах, або ж в Бельсько-Бялій, але можуть досягати навіть 30–32 м/с, або ж  120 км/год, однак такої швидкості в Тихах вини сягають вкрай рідко.
Згідно з рапортом всесвітньої організації охорони здоров'я в 2016 році Тихи були класифіковані як 44-е найзабрудненіше місто серед всіх міст Європейського Союзу В рапорті за 2018 рік Тихи вже не входили в перші 50 країн цього ж рейтингу.

## Рекреація

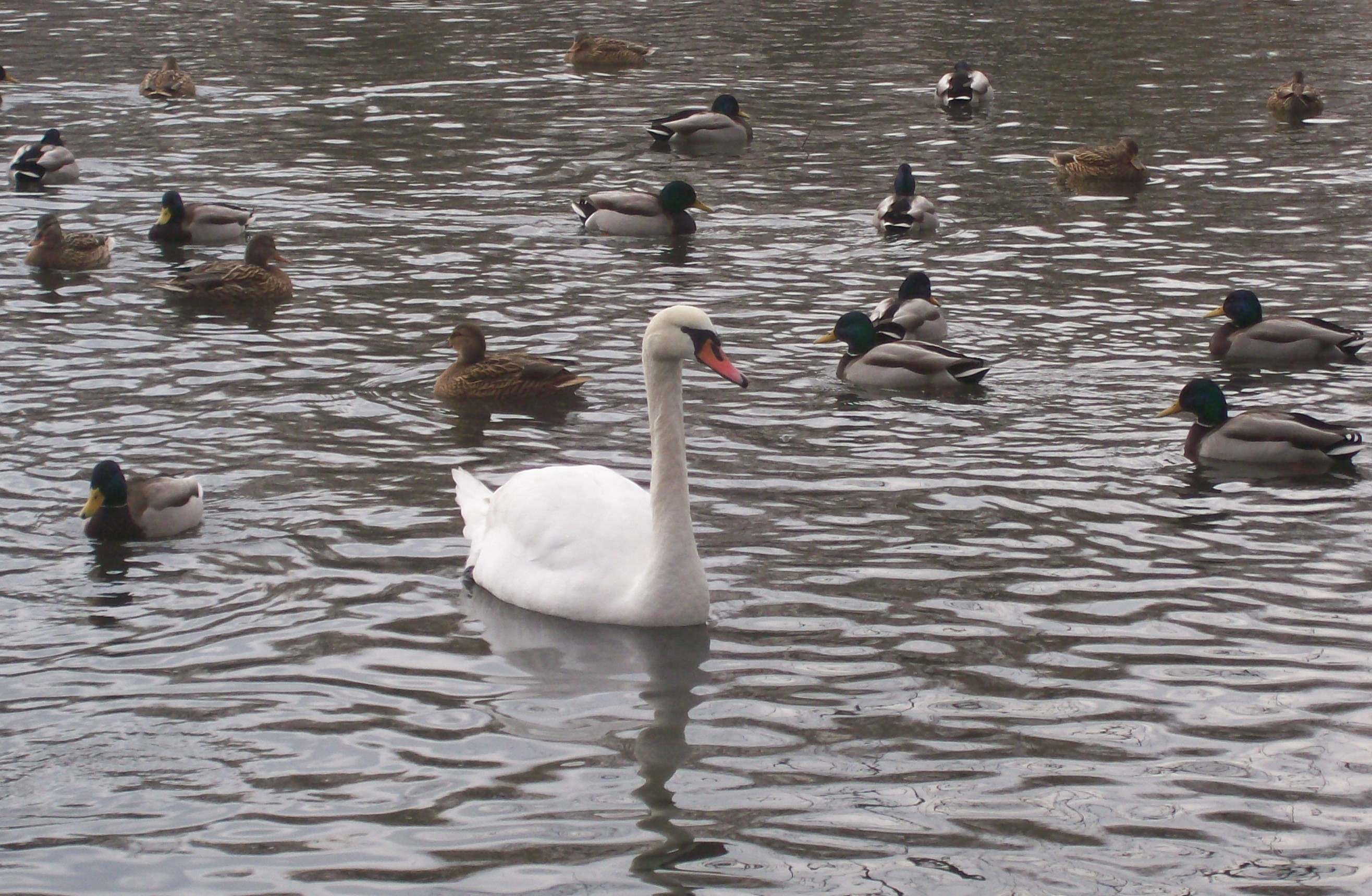
Став у Парку Тихи

### Озера та стави

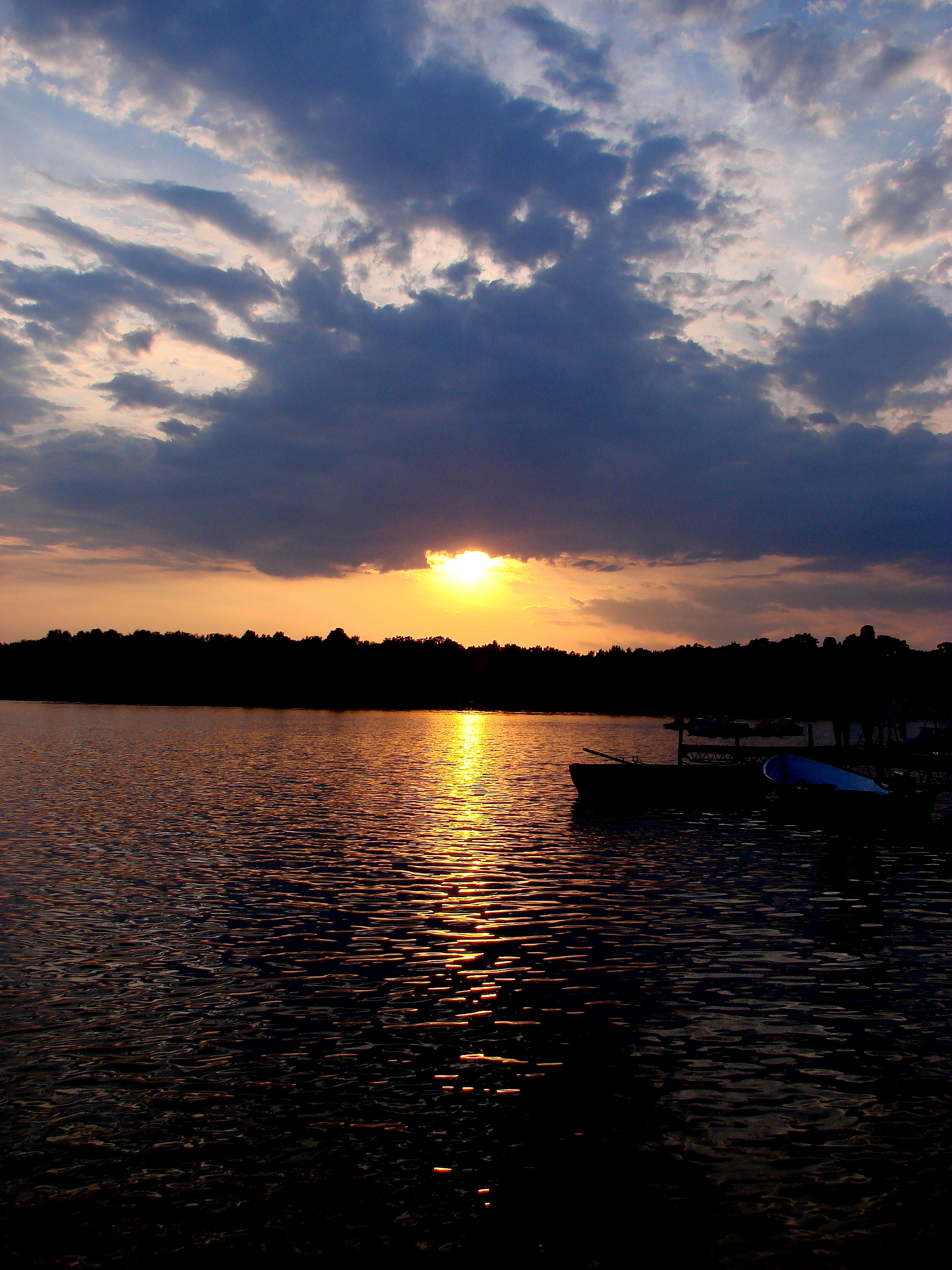
Захід сонця над Папроцанським озером

- Озеро Папрочанське
- Став Дробовізна
- Став Єжова
- Став Полковєц
- Став Жогалик
- Став Субле

### Річки та водотоки

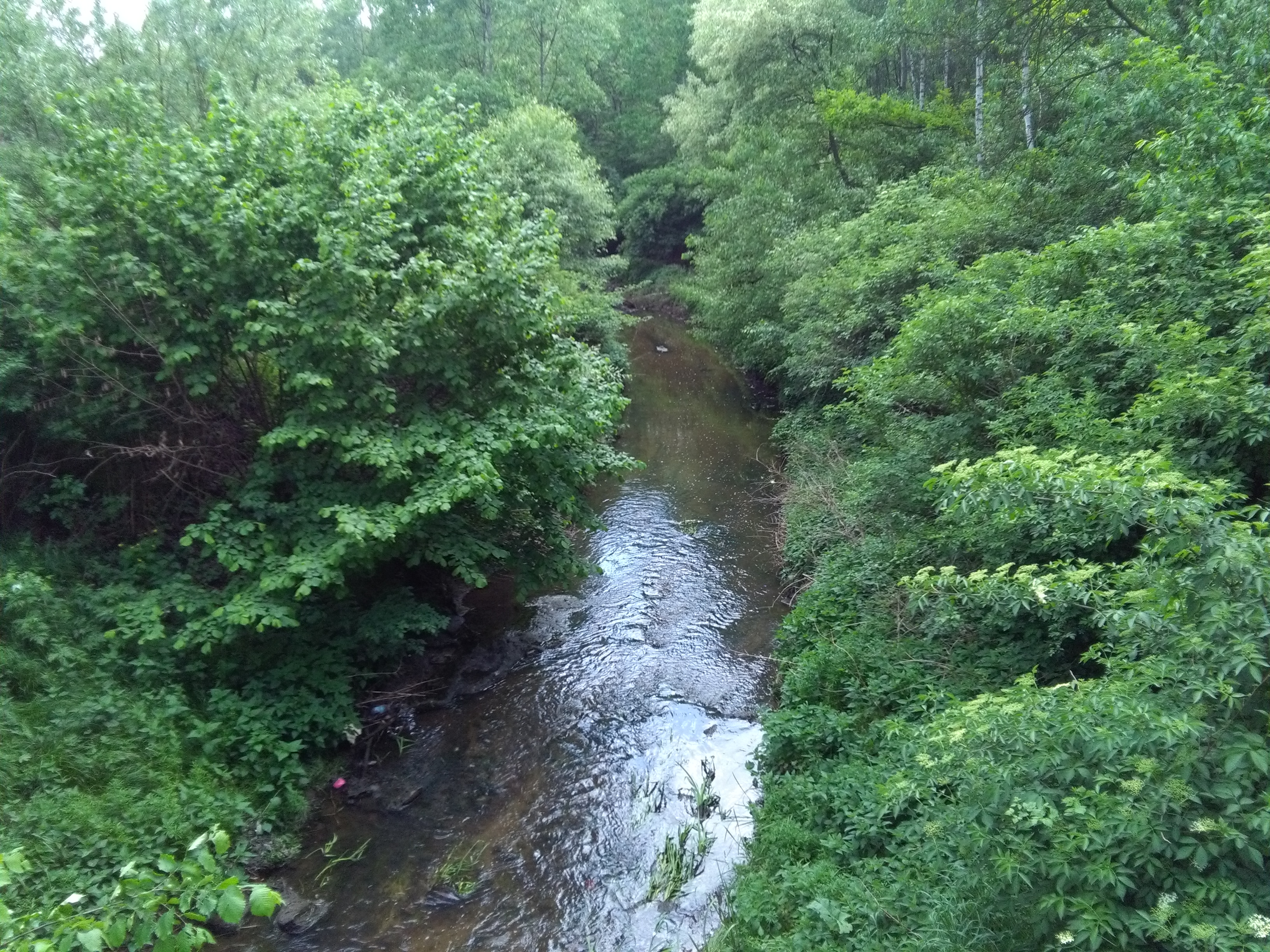
річка Млєчна

- Гостиня (Гостинка)
- Млєчна
- Поток Тиський
- Поток Папрочанський
- Поток Манколовський

### Природа
В межах міста є близько 150 га планово посаджених зелених насаджень (окрім зелених насаджень на територіях, що перебувають під управлінням житлово-будівельних кооперативів та МЗБМ). Парки займають 42,2 га,а сквери 32,5 га. Решта інших земель це публічна місцевість.
Парки та сквери на теренах міста:

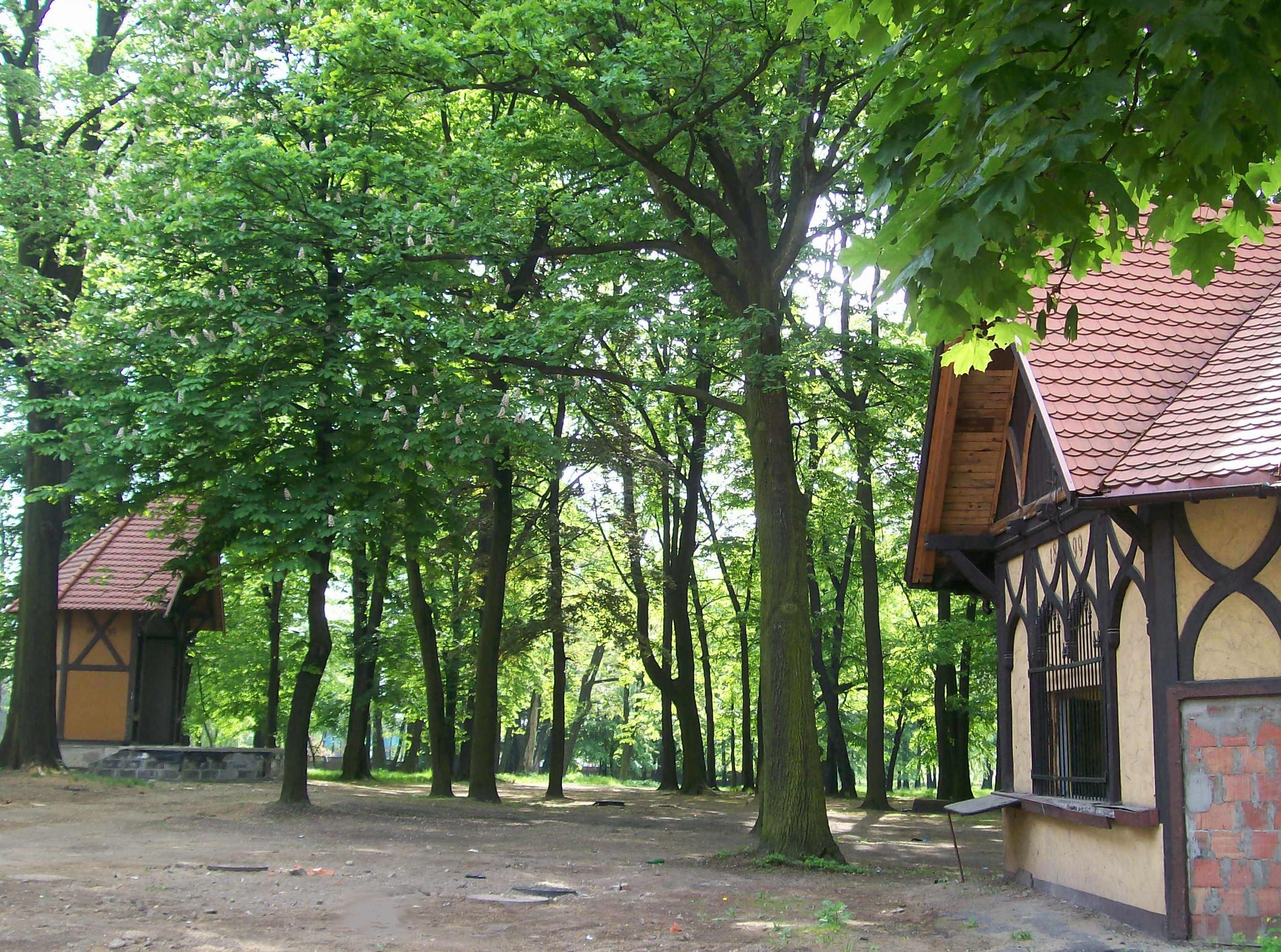
Парк біля пивоварні 1899 рік

- Парк культури біля вулиці Катовицької (ткзв. Парк Броварніяни)
- Парк Гірничний „A”
- Парк Північний біля вулиці Едукації
- Парк міській біля міського управління
- Парк лебедів в сусідстві із Військовим Шпиталем
- Парк Субле I i II
- Парк Яворек
- Парк св. Францизика Асизького
- Міні парк Рай – вул. Жваковська 8-12[10]
- Зелені терени тиським потоком
- Сквер біля вулиці Дарвіна
- Сквер Нєджвядкув
- Сквер біля плацу М.Складовської-К'юрі
- Сквер біля вулиці Чарнецького
- Сквер Старого Алойза
- Сквер біля вул.Денбової
- Осередек Вдпочинку „Папроцани”

Лісні насадження в межах міста займають 2252 га. Важливим елементом екосистеми міста це також присадибні ділянки. Тихи також оточені великими лісовими комплексами, найбільшими є лісним захисним поясом GOP-у та що є частиною пщинської пущі. До пам'ятників природи належать липи на папроцанах.
Тихи також займають 9 місце в Польщі за площею парків для прогулянок та відпочинку.
| №  | Місто     | га  |
| -- | --------- | --- |
| 1  | Варшава   | 946 |
| 2  | Бидгощ    | 874 |
| 3  | Вроцлав   | 789 |
| 4  | Хоржув    | 618 |
| 5  | Лодзь     | 608 |
| 6  | Катовіце  | 526 |
| 7  | Познань   | 450 |
| 8  | Краків    | 358 |
| 9  | Тихи      | 227 |
| 10 | Сосновець | 206 |

## Важливі дати

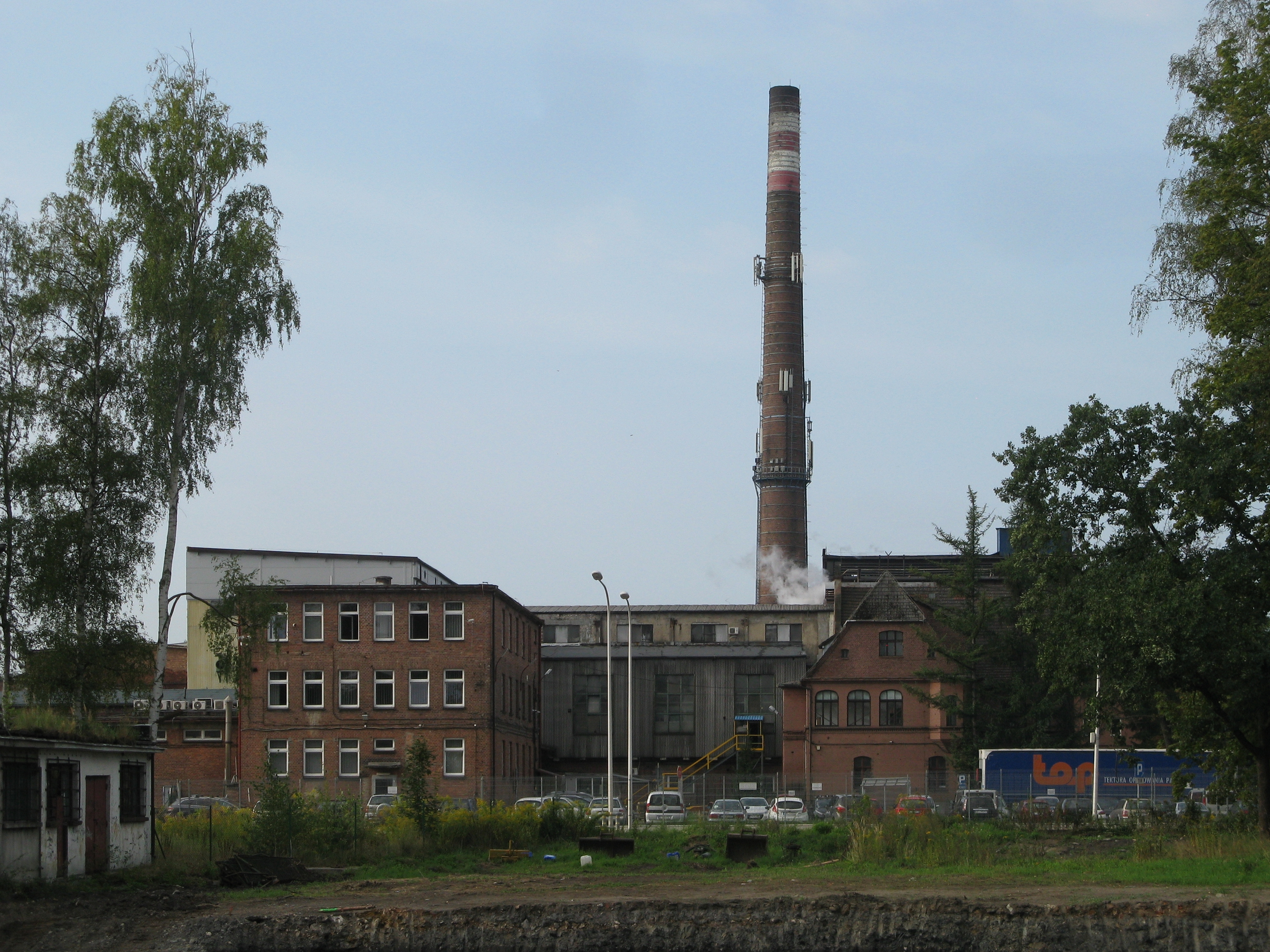
Паперова фабрика

- 1467 – перша згадка про Тихи у пщиниському протоколі
- 1629 – створення Князівської броварні
- 1640 – створення першої гути (так звана ярушевська кузня)
- 1685 – перша згадка про мисливський замок, який був першою цегляною спорудою в Тихах
- 1750 – створення Князівської цегельні
- 1846 – створення незалежного  лісничого управління в Тихах
- 1850 – створення місцевого самоврядування
- 1866 – створення першого незалежного, самоуправлінського почтового відділу
- 1870 – модернізація Князівської цегельні (встановлення парових двигунів)
- 1870 – побудова  першої залізничної лінії, яка з'єднала Тихи з Катовицями і Шопеніцами через Мурцкі, а також з Джєджіцамі
- 1883 – побудова  приватної князівської бокової колії, яка зєднувала пивоварню із залізничною станцією
- 1887 – створення Паперової Фабрики (Тихи-Чулув)
- 1894 – створення Добровольчої Пожежної Команди
- 1898 – створення громадської пивоварні
- 1899 – відкриття будинку-управління поштового відділення на тодішній вул. Княжій, тепер вулиця Костюшко
- 1908 – робудова в Тихах та проведення першої електричної енергії
- 28 серпня 1922 – маршалек Юзеф Пілсудський відвідав місто
- 1930 – відкриття довоєнного пам'ятника Сілезького Повстанця
- 20 листопада 1933 – ухвала Сілезької Воєводзької Ради про надання Тихам прав міської гміни
- 1 січня 1934 – надання Тихам прав міської гміни
- 1939 – утворення профспілки Książęce Browary S.A.
- 28 січня 1945 – звільнення Тихів Червоною Армією
- 4 жовтня 1950 – ухвала президіуму управління плану розбудови міста Тихи
- 1950 – зміна гербу міста з образом мура побудованого з червоної цегли та з зміщеним на шорі написом „ТИХИ”, а такожсхрешеним в правому верхньому  куті молотом та  кайлом
- 1951 – вдруге визнання за Тихами міських прав
- 1953 – створення Підприємства з вироблення обладнання для вугільної промисловості
- 1953 – створення першого  ліцею, доступного для навчання усім в Тихах
- 1956 – створення Трудового кооперативу «П'єзоелектроніка»
- 1957 – створення підприємства з вироблення холодильників (перший в Польщі заклад із виробництва холодильників)
- 1958 – створення Трудового Кооперативу «Тишанка»
- 1958 – підняття рішення про побудову Elektrociepłownia Tychy
- 1958 – реконструкція довоєного пам'ятника Сільзького повстання
- 1959 – створення автобусної станції ПМК Тихи
- 1960 – створення теплоелектростанції (Тихська ТЕЦ)
- 1965 – відриття Малого Театру в Тихах
- 1966 – створення Підприємства Апаратно-транспортного будівництва електростанцій та промисловості «Транспшент»
- 1968 – створення Садівничого комбінату
- 1969 – створення районого підприємства зернової та мельничної галузі
- 1970 – створення сільських закладів механічного будівництва Зремб
- 1970 – створення сільськогосподарського виробничого кооперативу «Сад»
- 1971 – створення заводу з виробництва будівельних елементів
- 1971 – створення підприємства по доставці ливарних матеріалів
- 1971 – створення підприємства інженерних робіт
- 1972 – створення кооперативу інвалідів «Термопластика»
- 1973 – створення виробничого підприєства із виробництва плавленних сирів
- 1973 – створення Фабрика Малолітражних Автомобілів
- 1975 – об'єднання тиських та забжанських пивоварень в одне підприємство – Верхньосілезькі Заклади пивоварні із геолокацією в Забжу
- 1975 – відкриття Пам'ятника Боротьби та Праці (першочергова назва пам'ятника це Пам'ятник Інтеграції)
- 1976 – футболісти ГКС (Тихи) вибороли срібні медалі в польському чемпіонаті
- 1 січня 1981 – пивоварні міста знову починають самоуправлятися та бути незалежними
- 1989 – зміна гербу міста на срібно-золотий ріг розміщений на блакитному полотні
- 1 липня 1990 – утворюється спілка Бровінт, акціонерами якого є Тиські Пивоварські Заводи та Сілезький Банк в Катовицях
- 1 жовтня 1991 – ПКМ Тихи відокремлюється від Воєводького комунального підприємства
- 1992 – відкриття спілки ФСА Польща
- 13 липня 1992 – створення Спілки Пивоварні Тиськика Верхня Сілезія S.A.
- 1 січня 1996 – ПКМ Тихи перетворюється на компанію ПКМ Sp. z o.o. в Тихах
- 1996 – створення Пивної Компанії, яка викупила 52% акції Тиських Пивоварень Верхня Сілезія S.A.
- 18 червня 1996 – створення Підзони Спеціальної економічної зони Тиські Катовіце S.A.
- 1998 – відкриття нового Центру Обслуговування клієнтів Browary Tyskie
- 1998 – відкриття друкарні |Агора – видавництва «Газети Виборчої»
- 1998 – створення фабрики «Isuz»
- 1998 – ухвала ради міста у справі зміни міста, реалізованій в 2000 році
- 1998 – ліквідація громадської пивоварні
- 1999 – після об'єднання Lech Browary Wielkopolski S.A., а також Browarów Tyskich Górny Śląsk S.A. утворилася Kompania Piwowarska
- 2000 – зміна гербу міста на золотий ріг з чорним обрамленням, із золотистими спіралями, закрученими догори, на блакитному полі
- 24 жовтня 2001 – відкриття нової спортивної зали на вул. Боровій 123
- квітень 2003 – створення Тиської торгової зали «Центрум»
- червень 2003 – створення поля для навчання в гольф
- 1 травня 2004 – відкриття готелю «Aros»
- 1 травня 2004 – відкриття готелю «Piramida»
- 22 листопада  2004 – відкриття музею-пивоварні в місті
- 18 березня 2005 – здобуття ГКС Тихи у чемпіонаті Польщі з хокею
- 25 квітня 2005 – відкриття Міського Музею
- 28 квітня 2006 – відкриття багатозалового кінотеатру Нове Кіно Тихи (пол. Nove Kino Tychy)
- 25 травня 2008 – урочисте відкриття Спортивного залу на алеї імені Пілсудського
- 24 лютого 2011 – відкриття спілки Тиський Спорт
- 12 травня 2011 – прийняття спілкою Тиського Спорту секції хокею
- 17 травня 2011 – прийняття спілкою Тиського Спорту секції футболу
- 1 вересня 2012 – відкриття нових залізничних станцій
- 23 жовтня 2012 – відкриття нової садиби Міського Музею
- 2 квітня 2015 –  здобуття ГКС Тихи другого чемпіонства Польщі з хокею
- 18 липня 2015 – відкриття Міського стадіону в Тихах
- 29 липня 2016 – відкриття в середині міського Стадіону тиськ галереї спорту, відділу Міського Музею
- 30 квітня 2018 - відкриття Водного Парку Тихи
- 1 січня 2019 інтеграція публічного транспорту в рамках Верхньосілезької-загленбовської метрополії – КЗК ГОП, МЗК Тихи і МЗКП Тароновські гори були об'єднані в Управління Метрополітального Транспорту

## Географія

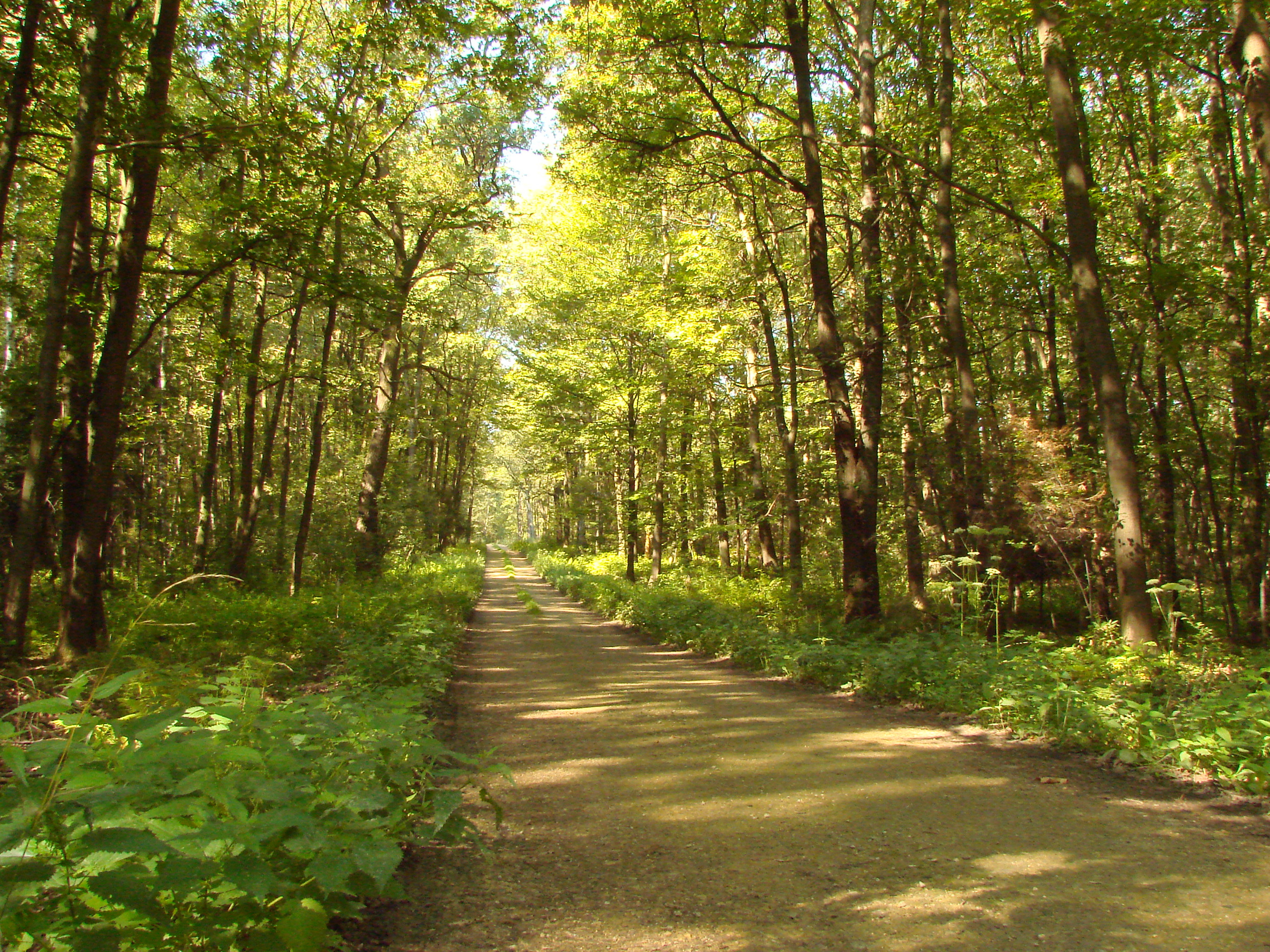
Ліс в Тихах

Тихи належить до одних з найбільших міст сілезького воєводства. Розташовується в південній частині, на висоті поміж 235 та 287 метрів висоти над рівнем моря, на краю освенцимської котловини та сілезької височини. Місто розташоване в мегарегіоні Карпат, провінції Західні Карпати з Західне та Північне Підкарпаття, включаючи, серед іншого, фрагмент басейну Освенціма.
Місто розташовується також на перехресті шляхів Варшава — Відень та крайової дороги Ополе — Краків. На відстані 12 км від Тихів проходить автострада A4.
Місто оточують з півдня, сходу та заходу пщинські ліси, які є залишком пщинської пущі, а на північ від міста розташовані Катовіцько-Муровицькі ліси, які являють собою фрагмент південної частини лісного захисного поясу ВПР.

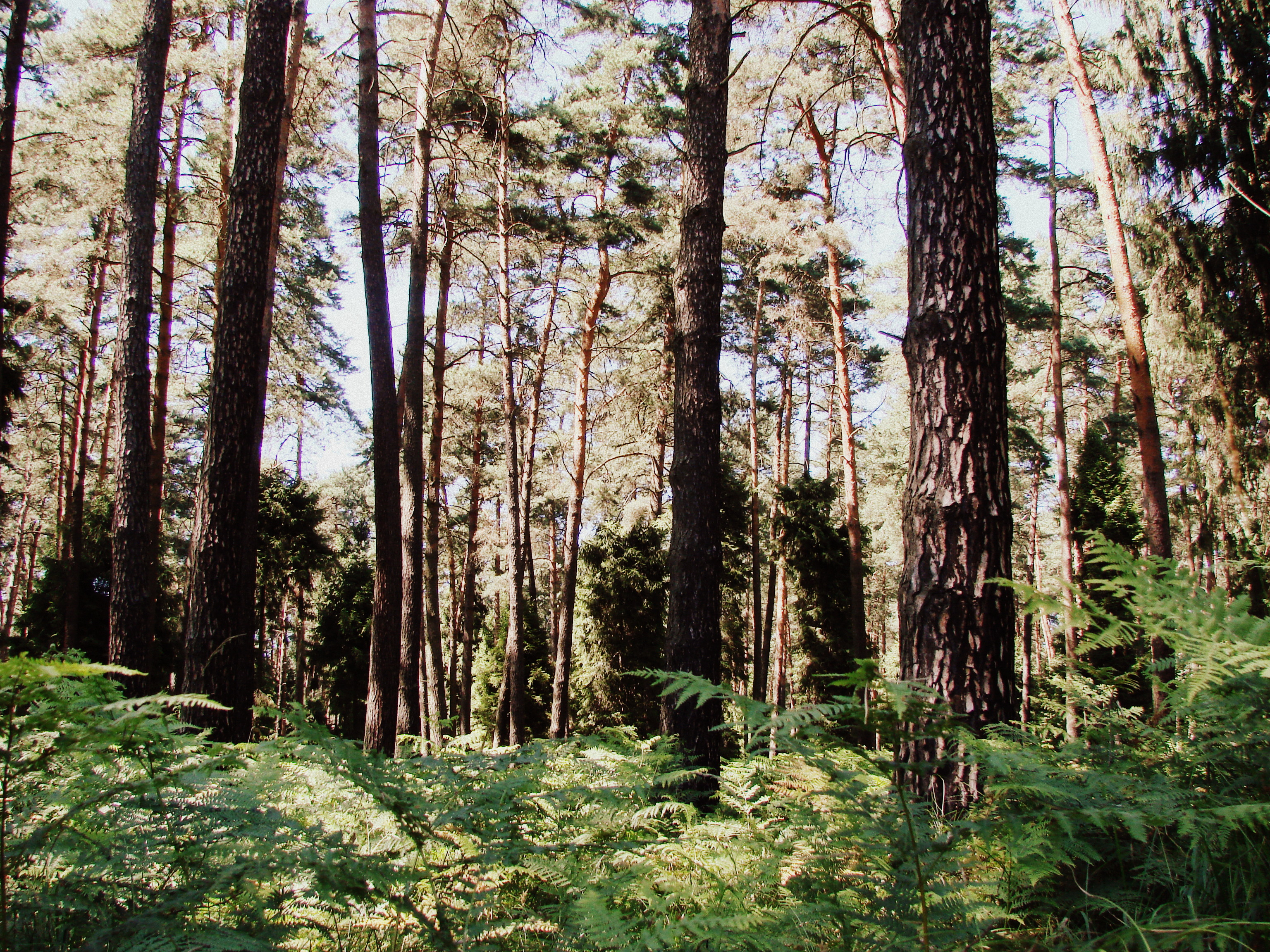
Ліс в Тихах–Жвакові

## Пам'ятки

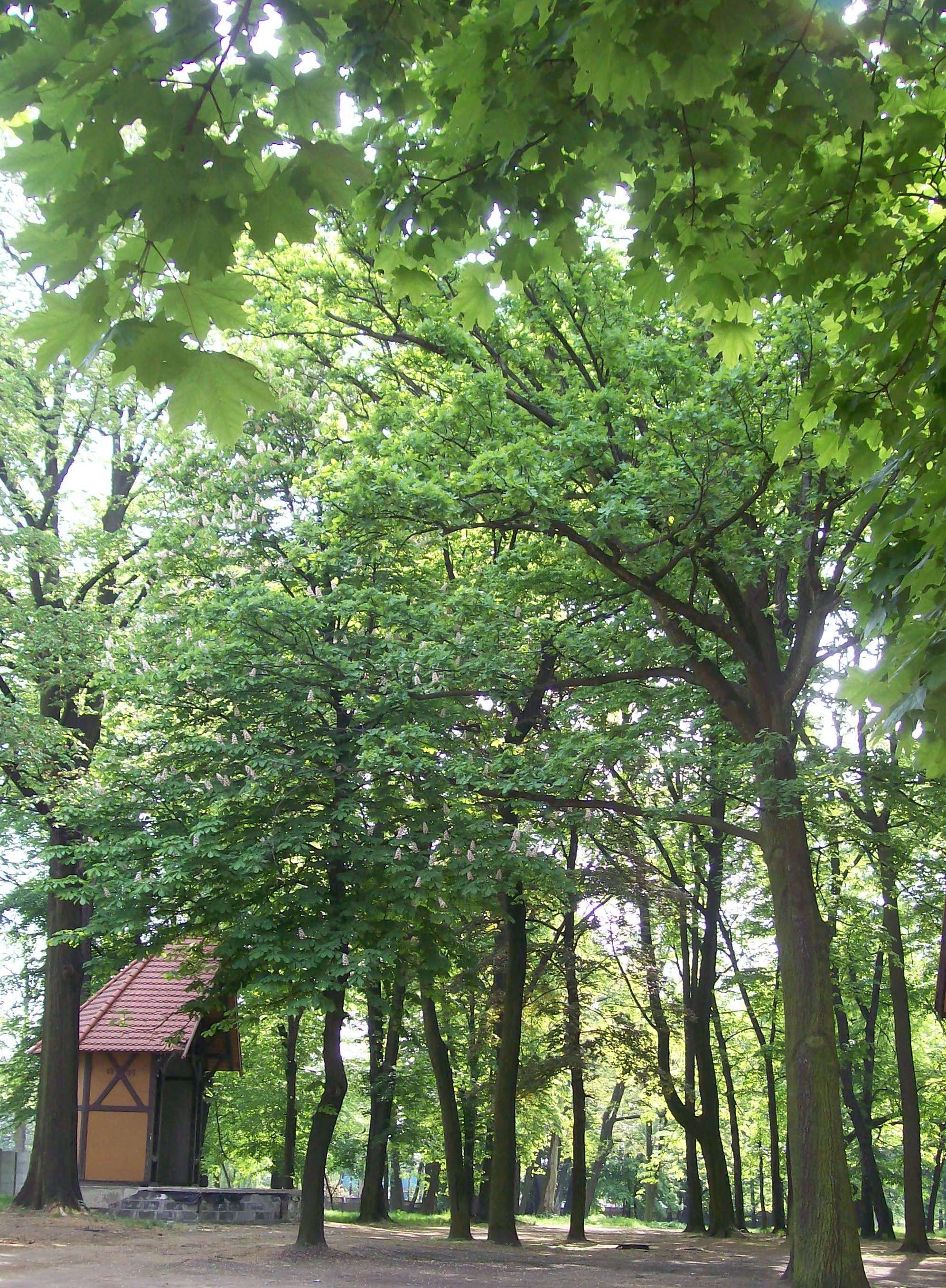
Пивний Парк з концертною сценою

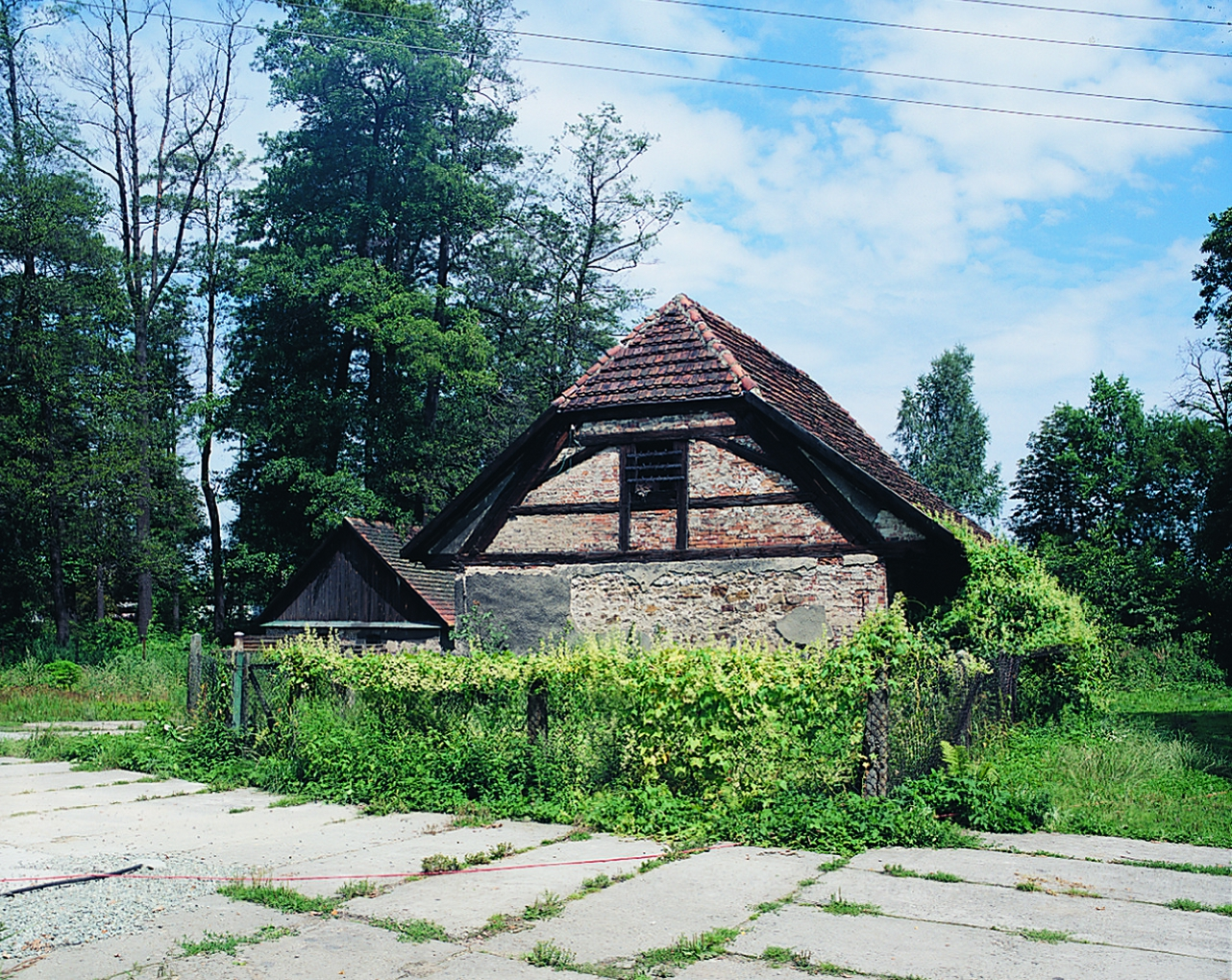
Гута Папроцька в Тихах (перед ремонтом)

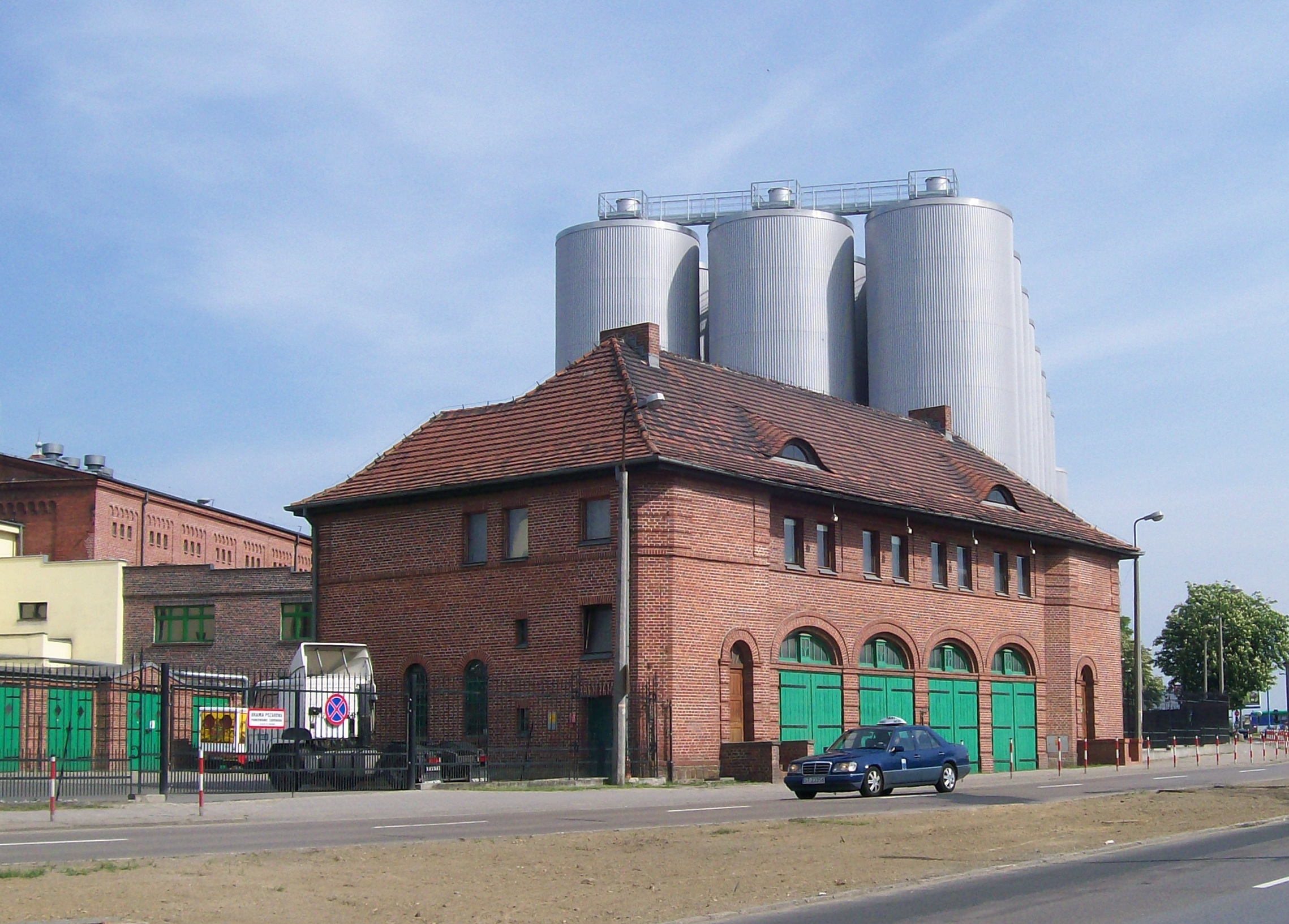
Пивоварня

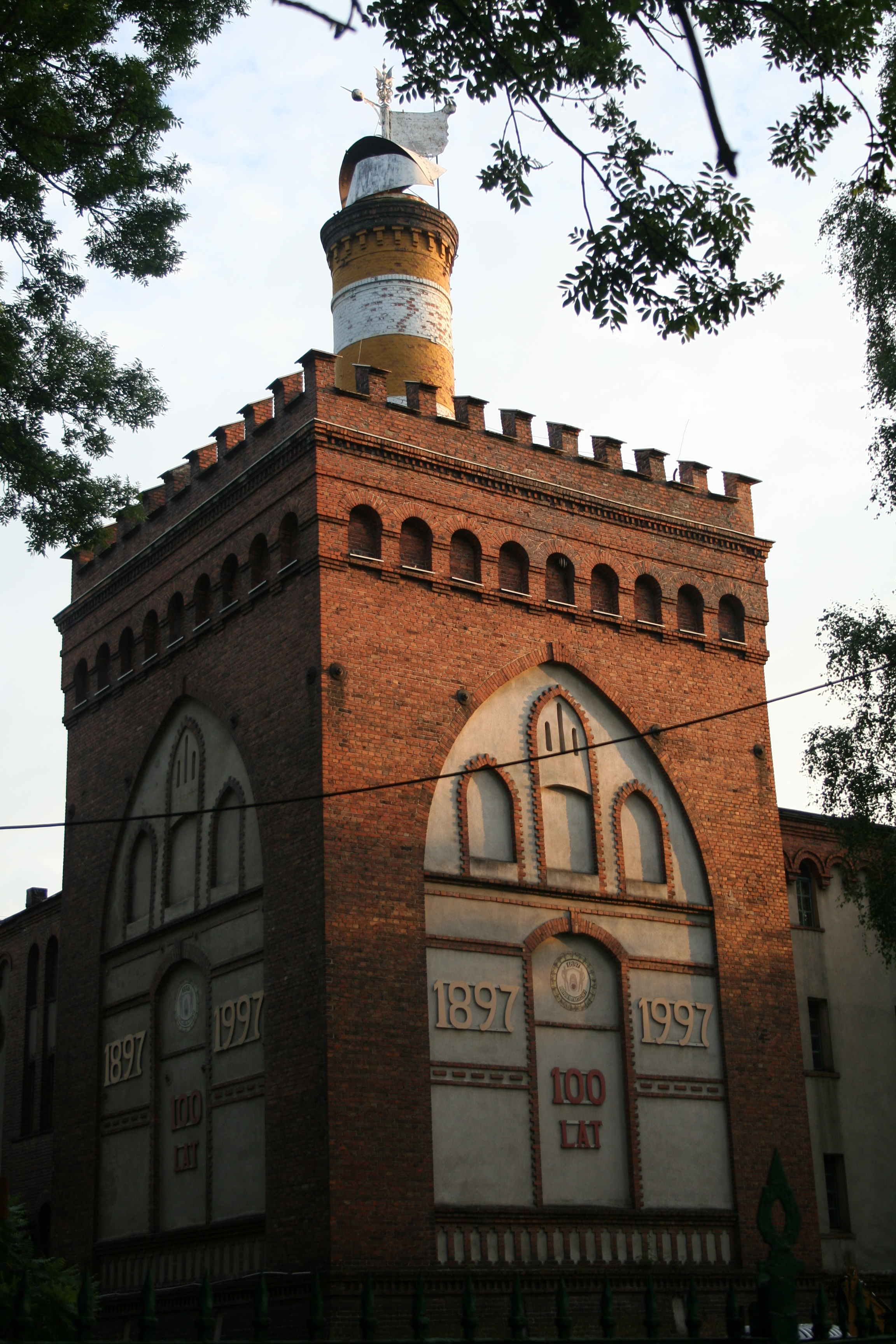
Громадська Пивоварня

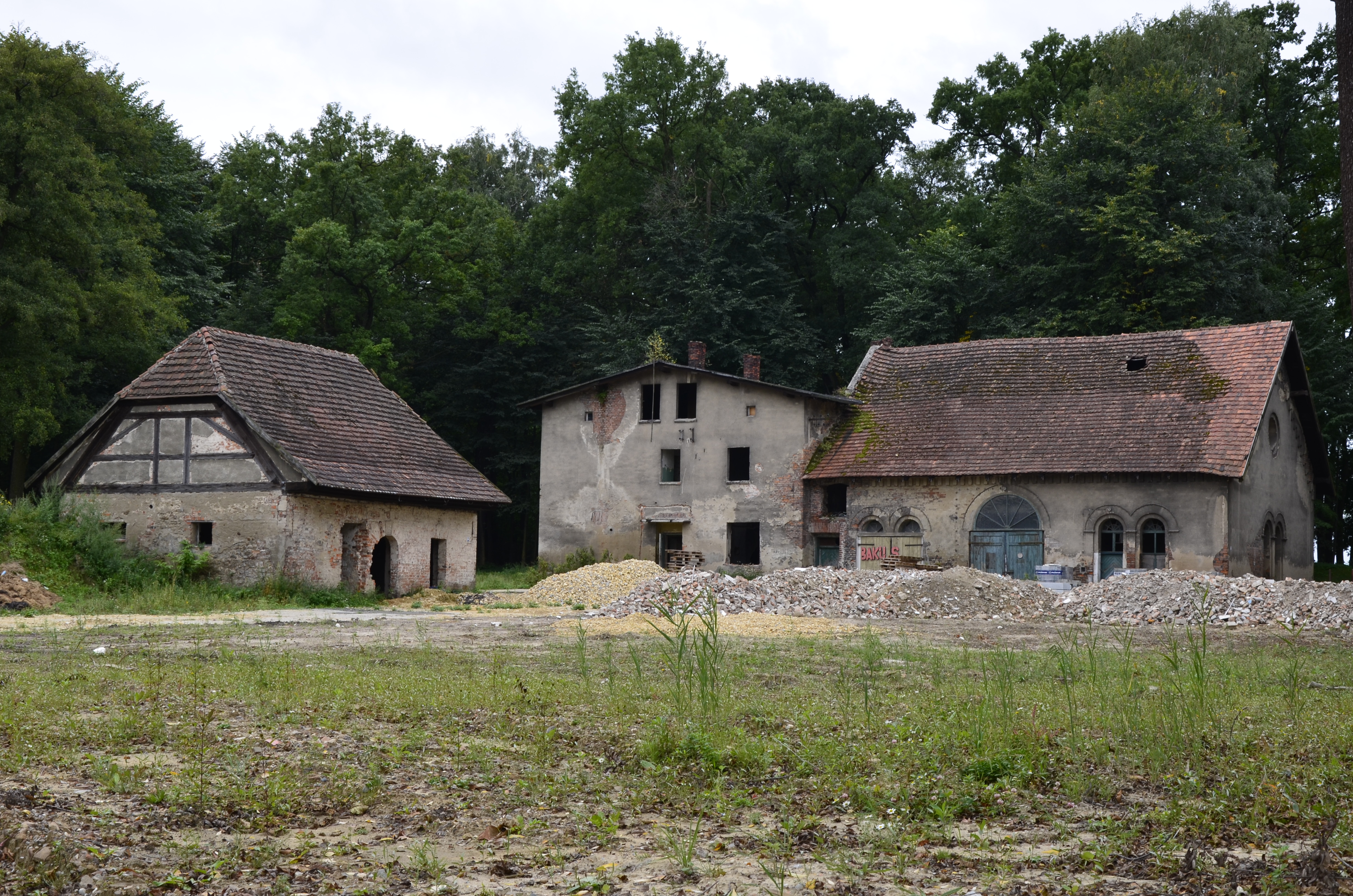
Гута Папроцька

Згідно з реєстром пам’яток Національного Інституту Пам'яті в списку пам’яток є  такі об’єкти:
- парафіальна церква Марії Магдалени, 1744–1782, 1906–1907, № реєстр.: 671/66 z 28.05.1966;
- парафіяльний костел Святого Духа, 1978–1982,  № реєстр.: A/589/2019 z 18.12.2019[12];
- палацовий комплекс,  № реєстр: 1296/83 з 18 січня 1983:
  - палац XVIII-XIX ст,
  - пивний дім, цегляний та дерев'яний з 1899,
  - концертна зала, дерев'яно-мурована 1899,
  - парк,
  - стайня побудована в XIX столітті;
- вілла з садом, вул. Дамрота 41, з початку XX ст., № реєстр: A/1527/93 z 30.04.1993;
- стодола, вул. Міколовська 177, дерев'яна побудована на початку XIX ст,  № реєстр: 672/66 z 28.05.1966;
- будівля «Browaru Książęcego»,  № реєстр: A/259/10 z 28.05.1966 i z 1.02.1996;
- будівля «Browaru Obywatelskiego», вул. Броварна 7, № реєстр: A/80/03 z 28.02.2003:
  - слодовня з 1896–1897,
  - пивоварня з машинним відділенням та коморою для зберігання(1896–1897),
  - бондарство – (1896–1897),
  - молотовня 1914,
  - росподільниця 1914,
  - механічна майстерня (1896–1897),
  - стайні та гаражі з 1930,
  - консьєржна (1896–1897),
  - глибока криниця (1896–1897),
  - будинок дерекції, де було казино 1896–1897 року;
- казино громадської пивоварні з парком з 1905 року,  № реєстр.: A/414/14 z 14.03.2014;
- будівлі Гути Папроцької, XVIII-XIX ст,  № реєстр.: A/1427/91 з 10 липня 1991:
  - житлово-адміністративна будівля з 2 половини XIX ст,
  - виробнича будинок з середини 19 століття,
  - господарчий будинок з 1787 року;
- будинок колишнього млину, вул. Старокостельна 32,  № реєстр.: A/593/2020 з 17.01.2020[13].

## Промисловість
Міжнародний виробник автомобілів Stellantis має значну присутність у місті. Перший автомобільний завод був відкритий FSM у 1975 році та був повністю придбаний італійським виробником Fiat у 1992 році. У 2008 році завод (FCA Польща) випустив майже півмільйона автомобілів.  Він виробляє новий Fiat 500 і Lancia Ypsilon. Це був ексклюзивний завод для виробництва Fiat Panda другого покоління до 2012 року, потім припинили виробництво і тепер його виробляють в Італії, і Ford Ka другого покоління (за угодою OEM між двома виробниками) до травня 2016 року.
Також у Тихах розташований завод силових агрегатів, що виготовляє автомобільні двигуни для автомобілів Opel. Цей завод був відкритий Isuzu як Isuzu Motors Polska (ISPOL) у 1996 році; у 2002 році General Motors придбала 60% акцій цієї компанії, а в 2013 році – решту 40%.  У 2017 році Groupe PSA придбала операції GM у Європі. У січні 2021 року колишні заводи Fiat і Opel увійшли до складу Stellantis.
Пиво Tyskie виробляється в Тихах компанією Kompania Piwowarska, дочірньою компанією транснаціональної пивоварної компанії Asahi Breweries. Повідомляється, що це одна з найбільш продаваних марок пива в Польщі, з часткою близько 18% польського ринку станом на 2009 рік.

## Демографія
Населення в місті Тихи та його демографічний розвиток тісно пов'язаний із включенням навколишніх селищ в склад міста та розширенням міста. В 1975 році кількість містян перевищила 135 тисяч осіб. В цьому ж році було включено до Тихів: Берунь, Імелін, Лендзіни, гміну Коб'юр та  гміну Вири. Через два роки було включено гміну Бойшови, проте було виключено Імелін. В 1991 році було виключено Берунь, Лендзіни, гміну Бойшови, гміну Коб'юр та гміну Вири. Найбільшою популяцією місто могло похвалитися в 1990 році – 191 723 мешканців.
Демографічна структура станом на 31 березня 2011 року:
|          | Загалом | Допрацездатний вік | Працездатний вік | Постпрацездатний вік |
| -------- | ------- | ------------------ | ---------------- | -------------------- |
| Чоловіки | 62650   | 10774              | 45639            | 6237                 |
| Жінки    | 66728   | 10317              | 42343            | 14068                |
| Разом    | 129378  | 21091              | 87982            | 20305                |

Вікова піраміда мешканців Тихів в 2014 році:
Населення станом на 31 грудня 2015 року складає 128 415 мешканців.

### Спортивні клуби міста
- Каное: МОСМ Тихи

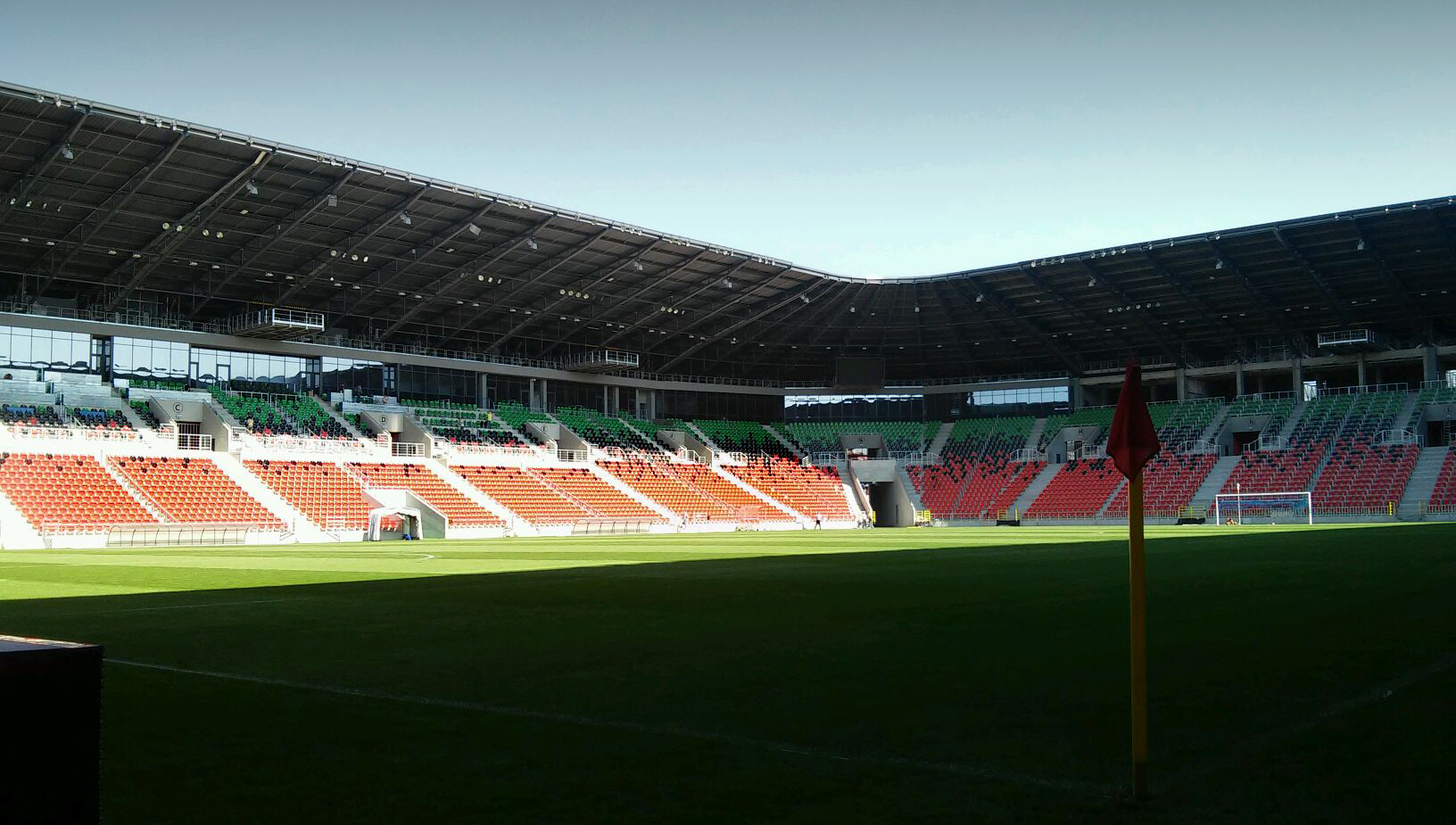
Міський стадіон

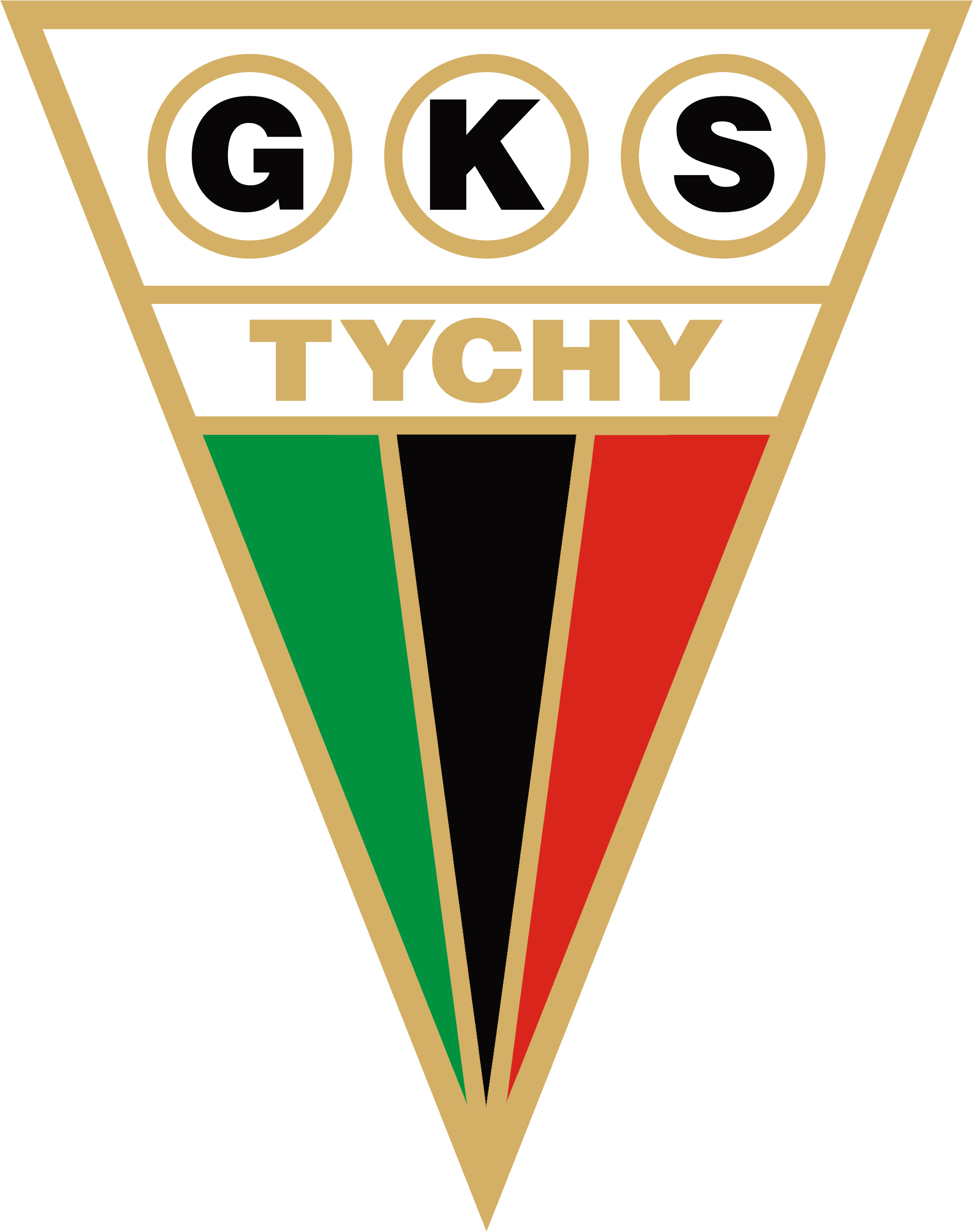
емблема футбольного клубу ГКС (Тихи)

- Легка Атлетика: МОСМ Тихи, СПЛА Тихи
- Футбольні клуби: ГКС (Тихи), ОКС ЗЕТ Тихи, ОКС  Ярошвіце, ГКС II Тихи, КТК Тихи, Фала Тихи, ТККФ Піонер/МУКС Бахус Тихи, Хреститель Тихи, СК Чуловіянка, Огородник Цєлміце, СКК Полонія Тихи, МОСМ Тихи, Тисовія Тихи
- Хокей: ГКС Тихи, СККГ Атомувкі ГКС Тихи, МОСМ Тихи, СКУ Пантари Тихи (припинив існування в 2007 році)
- Футзал: ГКС Фузал Тихи, Цекол Тихи, СКУ Тиське 5
- Баскетбол: СТ ГКС Тихи, МОСМ Тихи
- Чоловічий волейбол: ТКС Тихи
- Жіночий волейбол: МОСМ Тихи
- Флорбол: ТККФ Піонер Тихи
- Гандбол: МОСМ Тихи
- Дзюдо: СК „Гвардія” Тихи, СКУ Іппон Тихи
- Джиоджидсу: СК „Гвардія” Тихи
- Американський футбол: Орли Тихи
- Автомобільне ралі:Автомобільний клуб тиської землі
- Шоссейний велоспорт: асоціація звелоспорту міста Тихи
- Настільний тенніс: Верхньошльонсий спортивний клуб Тихи
- Велоспорт: Велосопедне товариство міста Тихи, КТК Гронє біля ПТТК Тихи, Спортивне Товариство НОЛ-Тихи
- Бразильське джиоджитсу: Бастіон Тихи

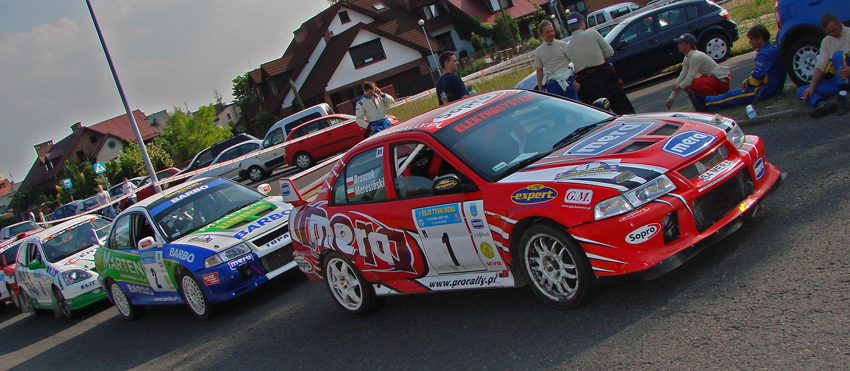
Автомобільний ралі в місті 2006

- Муай Тай: Спортивний Клуб Ронін
- Боротьба: МОСМ Тихи
- Плавання: Воднік 29

## Культура

### Художні галереї та музеї
- Музей професійного мініатюрного мистецтва Генрик Ян Доміняк в Тихах — вул. Жваковська 8/66 [20]

## Навчання та наука

### Навчальні заклади
- Вища Школа Управління та Суспільних наук в Тихах – з 2013 року стало відділенням філії Краківської академії імені Анджей Фрича Моджевського

## Медицина
- Міська лікарня в Тихах, вул. Ціха 27;  функціонує як приватна медична організація [21]
- Лікарня воєводства в Тихах – Мегрез (управляється товариством Мегрез), вул. Едукації 102

## Релігійні організації

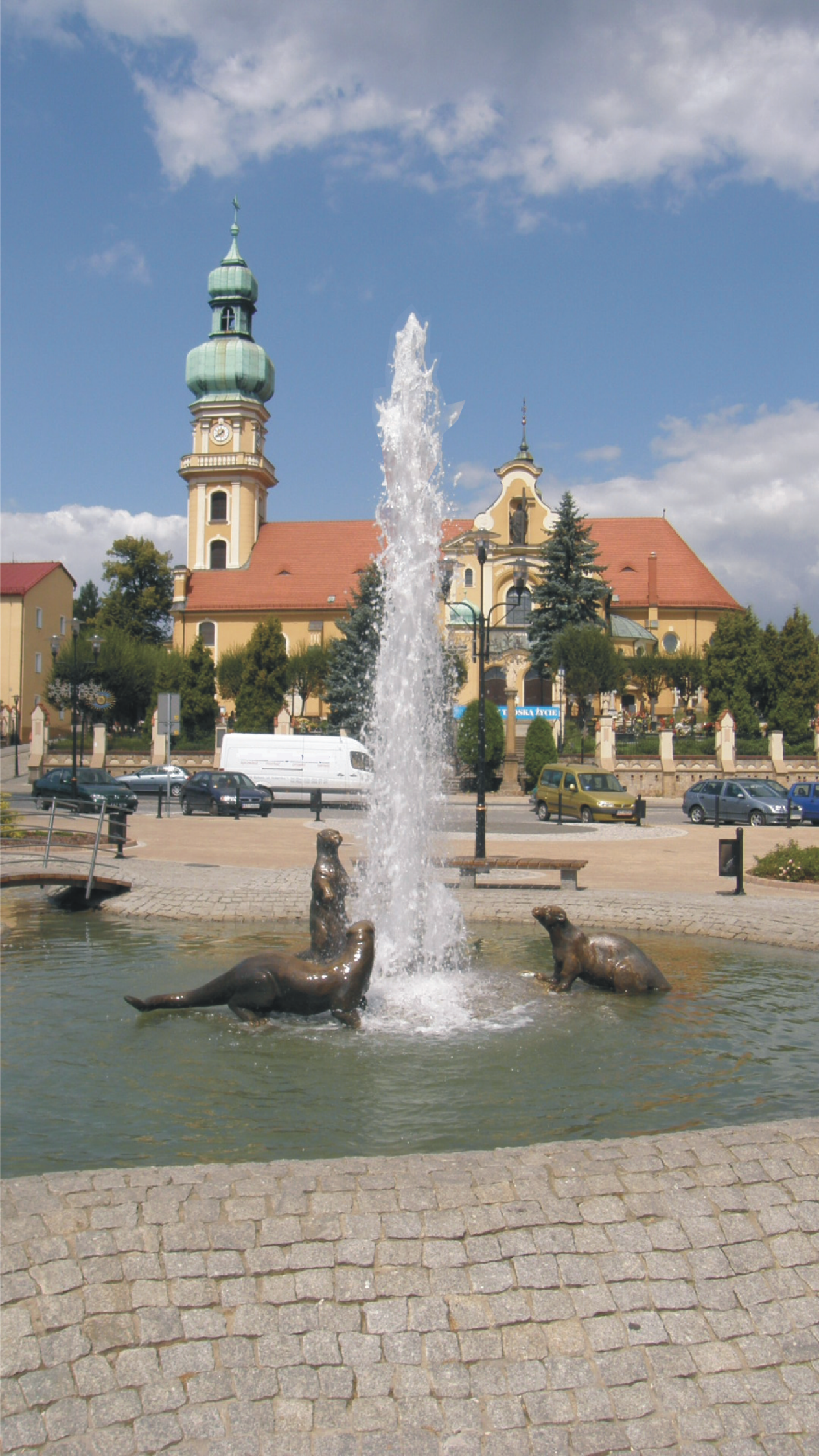
Парафія св.Марії Магдалени в Тихах

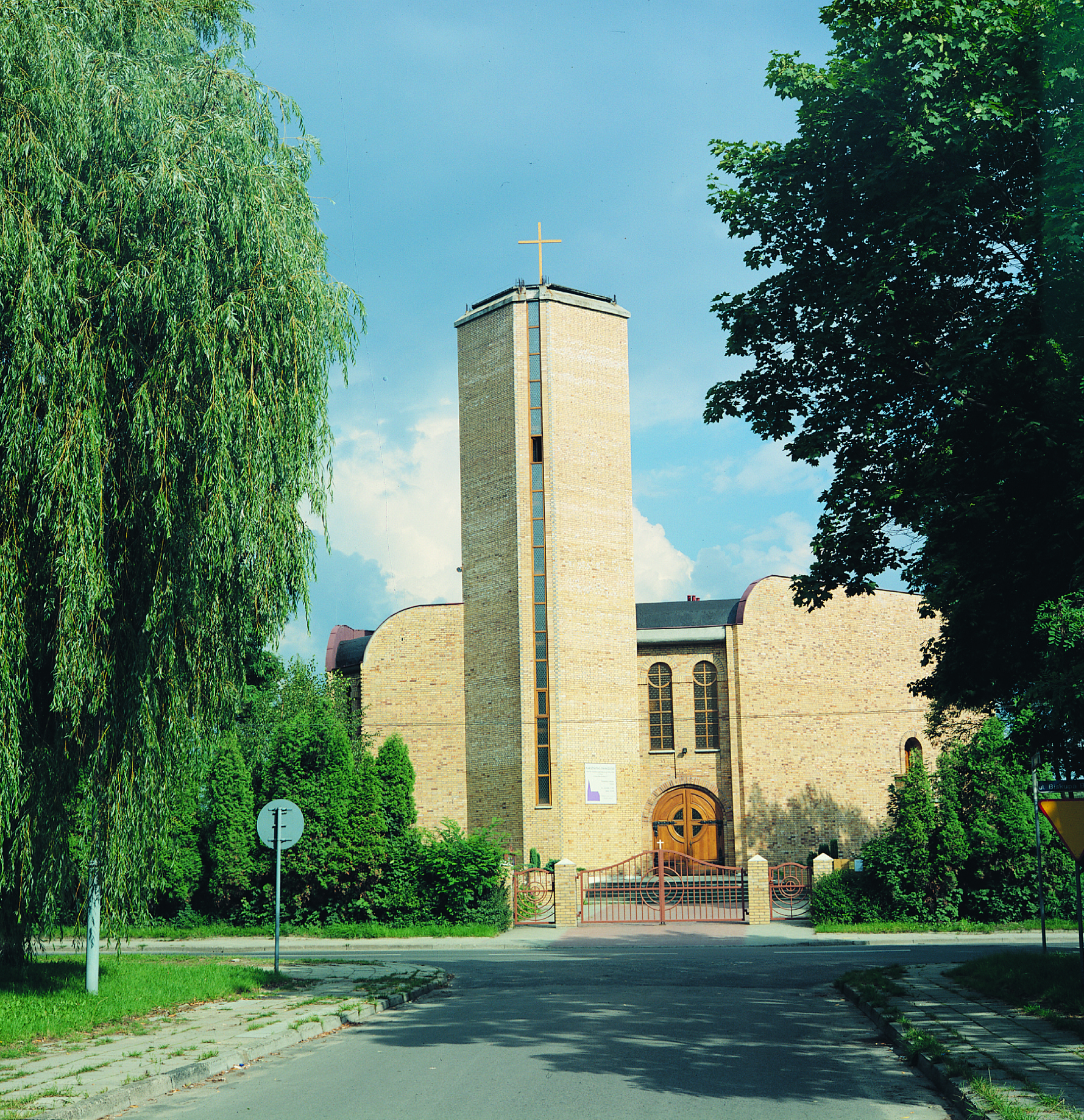
Костел євангілійсько-аугсбурзький святих Петра та Павла

### Католицькі Церкви
- Деканат Тихи:
  - Парафія Святого Хреста
  - Парафія Святої  Ядвіги Сілезької
  - Парафія Святого Іоана Хрестителя
  - Парафія Святої Марії Магдалиниго Милосердя
  - Парафія Святої Родини
  - Парафія Божої Матері Посереденоці Великох Милостей
  - Парафія Святого Юзефа Робітника
  - Парафія Божої Матері Королеві Ангелів
  - Парафія Святого Батька Піо
- Деканат Тихи Нове:
  - Парафія Народження Святого Іона Хрестителя
  - Парафія Найсвятішого Серця Пана Ісуса
  - Парафія Святого Духа
  - Парафія Святого Бенедикта-абата
  - Парафія Святого Францішка Асизького та Свяої Клари
  - Парафія Блаженої Кароліни Кузкувни
  - Парафія Святого Кшиштофа
  - Парафія Святого Максиміліяна Марії Кольбе

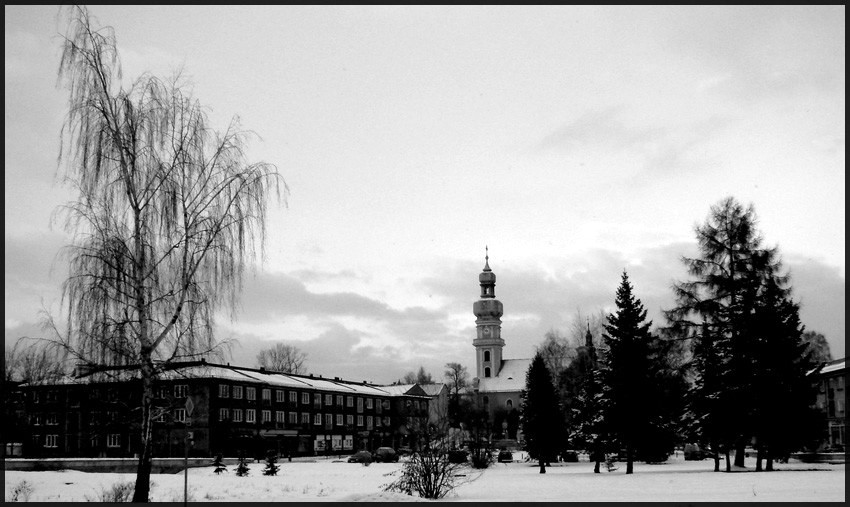
Площа в Тихах зимою

### Протестанські церкви та кірхи
- Кірха Євангелійсько-Агбурська:
  - Парафія в Тихах
- Церква Вільних Християн:
  - кірха в Тихах Житловий масив F-6
- Церква адвентистів сьомого дня:
  - церква в Тихах

### Церква свідків єгови
- 5 церков:
  - церква Тихи-Центр
  - церква Тихи-Папрокан
  - церква Тихи-Південь (включаючи україномовну групу)
  - церква Тихи-Північ (включаючи російськомовну групу)
  - церква Тихи-Захід

### Буддизм
- Буддійський Союз Діамантової Дороги Лінії Карми Кагуй[22]

### Світський місійний рух «Епіфанія»
- Кірха в Тихах

## Видатні уродженці міста
- Адам Юрецько
- Август Кісс
- Аркадіуш Мілік
- Вітольд Банька
- Марсель Вітечек
- Шимон Журковський
- Кшиштоф Оліва
- Лукас Сінкевич
- Кароліна Ная — польська веслувальниця, олімпійка.